# Nathan McCree
Nathan McCree (né le 27 janvier 1969) est un compositeur de musique et monteur d'effets sonores anglais pour des projets multimédias, notamment des jeux informatiques, la télévision, des événements en direct et la radio. Il a travaillé avec Core Design entre 1996 et 1998, pour les trois premiers jeux Tomb Raider, entre autres. Il a également travaillé avec des noms prestigieux tels que les Spice Girls et Orange. En 2008, il devient directeur audio à temps plein pour Vatra Games où il travaille jusqu'en 2010. Après cela, il devient directeur audio chez City Interactive à Varsovie où il travaille sur Sniper: Ghost Warrior 2 et Alien Rage. McCree est ensuite devenu indépendant et a créé son propre studio à Brno, en République tchèque.

## Jeunesse
McCree est né en Angleterre et est le troisième enfant de Patrik McCree et Beverly Allison. Enfant, il a passé du temps à chanter dans une chorale dès l'âge de 6 ans où il a appris les harmonies et les progressions de la musique chorale.

## Carrière
Il a commencé à écrire de la musique à l'âge de 11 ans, sur un synthétiseur Korg Delta acheté par son père, il utilisait son magnétophone à bandes 4 pistes pour faire du multipiste. Il a étudié l'informatique à l'Université de Kingston et a obtenu son premier emploi chez Core Design en tant que programmeur.
Son travail consistait à coder un séquenceur musical pour la Sega Mega Drive ; il a écrit de la musique dessus pour montrer comment cela fonctionnait. Son manager a aimé la musique et lui a demandé d'écrire la musique d'Astérix et la Puissance des Dieux.

## Tomb Raider
McCree est connu pour avoir créé la musique originale de Tomb Raider. Il a écrit toute la bande originale du premier Tomb Raider en quatre semaines sans avoir une idée précise des niveaux du jeu pour l'aider à dessiner la musique en conséquence. Dans les deux jeux suivants, il recevait encore des descriptions très limitées des éléments musicaux dont il avait besoin.
Après Tomb Raider II, il est parti travailler en freelance et a été engagé pour faire la musique de Tomb Raider III.
Il n'a pas été engagé pour travailler sur Tomb Raider : La Dernière Révélation, étant plus tard remplacé par Peter Connelly, qui a composé la musique de Tomb Raider pour les trois jeux suivants.